# 구로사와 기요시
구로사와 기요시(일본어: 黒沢 清, 1955년 7월 19일 ~ )는 일본의 영화감독, 각본가, 평론가, 소설가다. 효고현 고베시 출신으로 도쿄의 릿쿄대학 사회학부를 졸업했으며, 재학 시절 교내 독립영화제작집단 '패러디스 유니티'에 가입하여 8mm 단편영화 제작에 열중했다. 같은 동아리에서 함께 작업했던 동료 중 모리 다츠야(森 達也), 스오 마사유키(周防 正行), 시오타 아키히코(塩田 明彦), 만다 구니토시(万田 邦敏) 등도 영화감독이 되어 활동하고 있으며, 고인이 된 아오야마 신지(青山 真治) 감독 역시 동문 후배다. 재학 중 하스미 시게히코(蓮實 重彦) 교수(불문학자/영화비평가/소설가/전 도쿄대학 총장)의 '영화표현론' 강의를 수강하고, 그의 선동적 가르침에 강한 영향을 받았다고 전해진다.
대학 졸업 후, 하세가와 가즈히코(長谷川 和彦) 감독의 연출부, 소마이 신지(相米 慎二) 감독의 조감독을 거쳐 1983년 핑크영화 《간다가와 음란전쟁》으로 감독 데뷔를 했으며, 90년대에는 V시네마와 TV 드라마를 중심으로 활동했다. 1997년 자신의 각본으로 연출한 《큐어》가 국내외 평단의 높은 평가를 이끌어내며 명성을 얻었고, 2000년 《회로》로 제54회 칸 영화제 국제비평가연맹상, 2008년 《도쿄 소나타》로 제61회 칸 영화제 '주목할 만한 시선' 부문 심사위원상, 2015년 《해안가로의 여행》으로 제68회 칸 영화제 '주목할 만한 시선' 부문 감독상, 2020년 《스파이의 아내》로 제77회 베네치아 영화제 은사자상(감독상)을 수상했다.
현재 도쿄예술대학 대학원 영상연구과 교수로 재직 중이기도 한데, 그의 문하생이었던 하마구치 류스케(濱口 竜介), 마리코 데츠야(真利子 哲也), 노하라 다다시(野原 位) 등이 감독으로 데뷔하여 활약 중이다.

## 감독 작품

### 영화
- 1983년 《간다가와 음란전쟁》
- 1985년 《도레미파 소녀의 피가 끓는다》
- 1989년 《스위트 홈》
- 1992년 《지옥의 경비원》
- 1994년 《야쿠자 택시》 《타종 - 사내들의 격정》
- 1995년 《네 멋대로 해라!! - 강탈계획》 《네 멋대로 해라!! - 탈출계획》 《네 멋대로 해라!! - 황금계획》
- 1996년 《네 멋대로 해라!! - 역전계획》 《네 멋대로 해라!! - 성금계획》 《네 멋대로 해라!! - 영웅계획》 《도어 III》
- 1997년 《복수 - 운명의 방문자》 《복수 - 지워지지 않는 상흔》 《큐어》
- 1998년 《뱀의 길》 《거미의 눈동자》 《인간합격》
- 1999년 《카리스마》 《거대한 환영》
- 2001년 《회로》
- 2002년 《밝은 미래》
- 2003년 《도플갱어》
- 2005년 《로프트》
- 2006년 《절규》
- 2008년 《도쿄 소나타》
- 2012년 《속죄 - 극장용 단축 편집판》
- 2013년 《리얼 - 완전한 수잠룡의 날》 《세븐스 코드》
- 2015년 《해안가로의 여행》
- 2016년 《크리피 - 일가족 연쇄 실종 사건》 《은판 위의 여인》
- 2017년 《산책하는 침략자》 《예조 - 산책하는 침략자 - 극장용 단축 편집판》
- 2019년 《지구의 끝까지》
- 2020년 《스파이의 아내 - 극장판》
- 2024년 《차임》
- 2024년 《뱀의 길》
- 2024년 《클라우드》

### TV
- 1989년 《위험한 이야기》 제2화 "놈들은 오늘밤에도 찾아왔다"
- 1990년 《몸부림 치는 활자중독자 지옥의 된장 창고》
- 1992년 《기쁨의 소용돌이》
- 1993년 《가슴 설레는 열다섯 살》 제11, 12화
- 1993년 《와타나베》 제1, 2, 11, 12화
- 1994년 《학교의 괴담》 제3화 "하나코 씨", 제4화 "음악실의 소녀", 제11화 "그 아이는 누구?"
- 1997년 《학교의 괴담f - 폐교기담》
- 1998년 《학교의 괴담G - 목령》
- 2000년 《강령》
- 2001년 《학교의 괴담 봄의 원령 스페셜 - 하나코 씨》
- 2002년 《사랑과 불가사의와 공포의 이야기 - 타임슬립》
- 2003년 《낭독기행 일본의 명작 - 바람의 마타사부로》
- 2012년 《속죄》 전5화
- 2017년 《예조 - 산책하는 침략자》 전5화
- 2020년 《스파이의 아내》
- 2022년 《모던 러브 도쿄》 제5화 "그를 믿었던 13일간"